# Ted Mann
Ted Mann es un guionista y productor. Ha trabajado en ambas capacidades sobre las series NYPD Blue, Deadwood (serie de televisión) y Crash (serie de televisión). En 1995 ganó en los Premios Emmy por Anexo:Primetime Emmy a la mejor serie dramática por su trabajo en la segunda temporada the NYPD Blue. 

## Carrera

### 1970
Mann era un editor en National Lampoon (revista). Empezó a trabajar en la industria de la televisión con National Lampoon y en HBO como un escritor en una pequeña película llamada Disco Beaver form Outer Space en 1978. En 1979 trabajó como escritor en Delta House - un pequeño programa de televisión en vivo en la película National Lampoon's Animal House. 

### 1980
En 1980 trabajó como escritor en una serie animada Drawing Power. Fues escritor para O:C and Stiggs una película teatral basada en los personajes que el creó con Tod Carrol para National Lampoon y dirigida por Robert Altman. 

Mann trabajó como guionista en el drama criminal The Street,  innovadora demostración de televisión de media hora de Syndication, así también como Stephen J. Cannell Wiseguy, Miami Vice y la caricatura animada transmitida los domingos por la mañana titulada The Real Ghostbusters (1990).

### 1990
Se hizo productor en Steven Bochco's Civil Wars la cual duró dos pequeñas temporadas en el canal de ABC. Comenzado en 1991
Seguido de en 1993 empezó a trabajar en el drama criminal de American Broadcasting Company NYPD Blue, que fue creado por David MIlch y Steven Bochco. Mann fue guionista y productor en la primera temporada. Escribió o coescribió ocho episodios par la temporada y también tuvo un papel de prisionero en el episodio "Emission Acomplished". Fue nominado para dos Premios Emmy por su trabajo en la temporada. La primera fue Anexo:Primetime Emmy a la mejor serie dramáticay Mann compartió el premio con el equipo de producción. El segundo fue por Anexo:Primetime Emmy al mejor guion - Serie dramática por su trabajo en el episodio "NYPD Lou" quién caracterizó Dan Hedaya como una incómoda visitante regular a la estación de policía llamada Lou quien cree que es un hombre lobo. Mann regresó como guionista y productor para la segunda temporada de NYPD Blue em 199. Escribió y coescribió hasta ocho episodios. Mann y el equipo de producción ganaron el premio Emmy por la mejor serie de drama en 1995 por su trabajo en la segunda temporada. Se fue del equipo de producción cuando terminó la segunda temporada pero continuó escribiendo para las series. 
Escribió la sátira "La opera del Espacio" largometraje Space Truckers que fue sacada en 1996. También en el mismo ali el sirvió como un productor consultante y guionista para las oscuras series de crímenes Millennium (serie de televisión). Escribió cuatro episodios de la primera temporada y después dejó al grupo. 
Escribió los capítulos de la quinta temporada de NYPD Blue "Lost Israel: Part 1 y Lost Israel: Parte 2" Con Milch en 1997. Fue nuevamente nominado a un premio Emmy por sus guiones en el episodio "Lost Israel: Part 2" en 1998. Regresó para escribir el episodio de la sexta temporada "Big Bang Theory" en 1999. El coescribió diecinueve episodios para la series en total. También escribió un episodio de Bochco y el corto drama policial en vivo Brooklyn South en 1998. 
En 1999 sirvió como un productor consultante en las series de ciencia ficción Total Recall 2070.

### 2000
Escribió un episodio de Judging Amy. Trabajó como productor-supervisor en Skin, un corto programa en vivo de una toma moderna de Romeo y Julieta ambientada en la industria de películas para adultos en 2003. Escribió un episodio de Andrómeda (serie de televisión) que se transmitió al aire en 2004. 
En 2004 regresó con David MIlch para trabajar como guionista en la primera temporada de Deadwood (serie de televisión). Deadwood fue creado por Milch y su investigación del génesis de la civilización dentro de un escenario del Oeste. Mann escribió el último episodio de la primera temporada "Sold Under Sin". Regresó como guionista y productor para la segunda temporada en 2005. Escribió el episodio "Requiem for a Gleat" y la temporada final de "Boy-the-Earth-Talks-To". Tuvo un pequeño papel como un patrón regular de Rutherford. Mann y su equipo de redacción fueron nominados por los Premios WGA por mejor serie dramática por su trabajo en la segunda temporada. El equipo de producción también fue nominado por los premios Emmy por mejor serie de drama. Nuevamente rsirvió como guionista, actor y productor para la tercera y última temporada en 2006. Mann coescribió el estreno de la tercera temporada "Tell Ypur God to Ready For Blood" con Milch. Coescribió el episodio "True Colors" con la editora de historia Regina Corrado y escribió el episodio "Full Faith and Credit". Escribió el final de la serie "Tell HIm Something Pretty". El equipo de redacción fueron otra vez nominados por los premios WGA por la mejor serie dramática por la tercera temporada. Mann contribuyó para el octavo episodio para la serie como guionista. 
En 2007 Mann trabajó como productor para la siguiente serie de Milch John from Cincinnati. Escribió el tercer episodio para el única temporada del programa. 
Mann avanzó para trabajar como coproductor ejecutivo y guionista para las series Starz drama original Crash (serie de televisión). 
En 2012 fue nominado con un Anexo:Primetime Emmy al mejor guion - Miniserie, telefilme o especial dramático por Hatfields & McCoys.